# Franck Ribéry
Franck Henry Pierre Ribéry (phát âm tiếng Pháp: [fʁɑ̃k ʁibeʁi]; sinh ngày 7 tháng 4 năm 1983) là một cựu cầu thủ bóng đá chuyên nghiệp người Pháp. Anh ấy chủ yếu chơi như một cầu thủ chạy cánh, tốt nhất là bên cánh trái, và được biết đến với tốc độ, năng lượng, kỹ năng và đường chuyền chính xác. Ribéry được mô tả là một cầu thủ nhanh nhẹn, lắt léo và rê bóng xuất sắc, người có khả năng kiểm soát bóng tuyệt vời dưới chân mình. Khi khoác áo Bayern, anh ấy được công nhận trên sân khấu thế giới như một trong những cầu thủ xuất sắc nhất trong thế hệ của mình. Lá bùa hộ mệnh trước đó của đội tuyển quốc gia Pháp, Zinedine Zidane, từng ví Ribéry là "báu vật của bóng đá Pháp".
Sự nghiệp của Ribéry bắt đầu vào năm 1989 với tư cách là một cầu thủ trẻ cho câu lạc bộ quê hương địa phương Conti Boulogne. Anh ấy rời câu lạc bộ sau bảy năm để gia nhập đội bóng chuyên nghiệp Lille, nhưng rời câu lạc bộ sau ba năm sau khi gặp khó khăn trong việc điều chỉnh. Năm 1999, Ribéry gia nhập US Boulogne, nơi anh đã chơi trong hai năm. Sau khi dành thêm hai năm ở các giải nghiệp dư với hai câu lạc bộ (Alès và Brest), Ribéry chuyển đến câu lạc bộ Metz tại Ligue 1 vào năm 2004. Sau sáu tháng với câu lạc bộ, Ribéry chuyển đến Thổ Nhĩ Kỳ vào tháng 1 năm 2005 để gia nhập Galatasaray, nơi anh giành cúp Thổ Nhĩ Kỳ. Sau sáu tháng ở Galatasaray, anh rời câu lạc bộ trong thời trang gây tranh cãi để trở lại Pháp gia nhập Marseille. Ribéry đã trải qua hai mùa giải tại câu lạc bộ, giúp Marseillais lọt vào trận chung kết Coupe de France trong các mùa giải liên tiếp.
Năm 2007, Ribéry gia nhập câu lạc bộ Đức Bayern Munich với mức phí kỷ lục câu lạc bộ lúc bấy giờ là 25 triệu euro. Ở Bayern, anh ấy đã giành được chín danh hiệu Bundesliga (tại thời điểm đó là kỷ lục Bundesliga), sáu DFB-Pokal, một UEFA Champions League và một FIFA Club World Cup, bao gồm năm cú đúp và một cú ăn ba, lên tới kỷ lục câu lạc bộ khi đó là 24 danh hiệu trong hơn mười hai mùa. Phong độ của anh ấy cho Bayern trong mùa giải giành cú ăn ba 2012–13 của câu lạc bộ đã chứng kiến anh ấy được đề cử cùng với Lionel Messi và Cristiano Ronaldo trong danh sách rút gọn ba người cho Quả bóng vàng FIFA 2013. Trong thời gian dài ở Bayern, Ribéry cũng được biết đến với mối quan hệ hợp tác ăn ý với cầu thủ chạy cánh Arjen Robben — chung quy họ được gọi một cách trìu mến bằng biệt danh Robbery. Anh rời Bayern vào mùa hè năm 2019, và sau đó gia nhập đội bóng Ý Fiorentina, trong khi Robben từ giã sự nghiệp bóng đá.
Từ năm 2006 đến năm 2014, Ribéry đã đại diện cho đội tuyển quốc gia Pháp 81 lần. Anh đã chơi tại hai kỳ FIFA World Cup (2006 và 2010) và hai kỳ UEFA Euro (2008 và 2012). Về cá nhân, Ribéry là người ba lần giành được danh hiệu Cầu thủ Pháp xuất sắc nhất và cũng giành được giải thưởng Cầu thủ xuất sắc nhất năm của Đức, trở thành cầu thủ đầu tiên có cả hai danh hiệu này. Anh cũng đã được bầu chọn vào Đội hình tiêu biểu của UEFA và được công nhận là Cầu thủ trẻ của năm ở Pháp. Năm 2013, Ribéry giành giải Cầu thủ xuất sắc nhất châu Âu của UEFA. Năm 2013, anh cũng được xếp hạng thứ tư trong danh sách những cầu thủ xuất sắc nhất thế giới của The Guardian.
Ngày 21 tháng 10 năm 2022, Franck Ribéry chính thức giã từ sự nghiệp thi đấu quốc tế sau 22 năm thi đấu chuyên nghiệp.

## Sự nghiệp tại câu lạc bộ
Sau khi chơi cho bốn đội bóng khác nhau tại quê nhà, tháng 1 năm 2005 anh sang Thổ Nhĩ Kỳ đầu quân cho Galatasaray là một đội bóng vào loại lớn nhất nước này. Anh ký hợp đồng 3,5 năm và cùng đội bóng đoạt cúp quốc gia Thổ Nhĩ Kỳ năm 2005 sau trận thắng đối thủ truyền kiếp Fenerbahçe 5-1, trong đó anh ghi 1 bàn và kiến tạo 1 bàn. Ribéry sau đó tỏ ý muốn về Pháp chơi cho CLB Marseille, và anh chấp nhận không lãnh lương. Ngày 25 tháng 4 năm 2007, CLB Galatasaray đệ đơn ngăn cản không cho Ribéry vào CLB Marseille nhưng bị Tòa án Phân xử Thể thao bác đơn, vì Tòa cho rằng Ribery và Galatasaray đã hết hợp đồng cho năm 2004-05, và Galatasaray không có lý do gì để đòi Marseille bồi thường 10 triệu €.
Ribéry ra sân 68 lần và ghi 14 bàn thắng trong màu áo Marseille, đưa đội này lên hạng nhì (sau Olympique Lyonnais) của giải Ligue 1 năm 2006-07.
Ngày 7 tháng 6 2007, Bayern Munich ký hợp đồng 4 năm với Ribéry với giá kỷ lục 25 triệu €. Ribéry được mang áo số 7 sau khi Mehmet Scholl rời đội nhường lại. Tháng sau Ribery ghi 2 bàn thắng trong trận đầu tiên (Bayern hạ gục Munich FT Gern 18-0).
Ngày 21 tháng 7 2007 Ribéry ghi 2 bàn trong trận Werder Bremen. Trong vòng bán kết, anh cũng làm tung lưới được 1 lần giúp Bayern hạ đương kim vô địch là VfB Stuttgart. Sau đó anh bị chấn thương và không thi đấu trong trận chung kết (Bayern thắng giải vô địch).
Ngày 8 tháng 6 2008 Ribéry được bầu là cầu thủ bóng đá ở Đức trong mùa 2007-08.
Ngày 21 tháng 8 năm 2019, Ribéry chuyển sang thi đấu cho câu lạc bộ Fiorentina của Ý theo bản hợp đồng có thời hạn 2 năm, mức lương 4 triệu euro/năm.
Vào ngày 6 tháng 9 năm 2021, Ribéry ký hợp đồng với Salernitana theo dạng chuyển nhượng tự do

## Sự nghiệp quốc tế

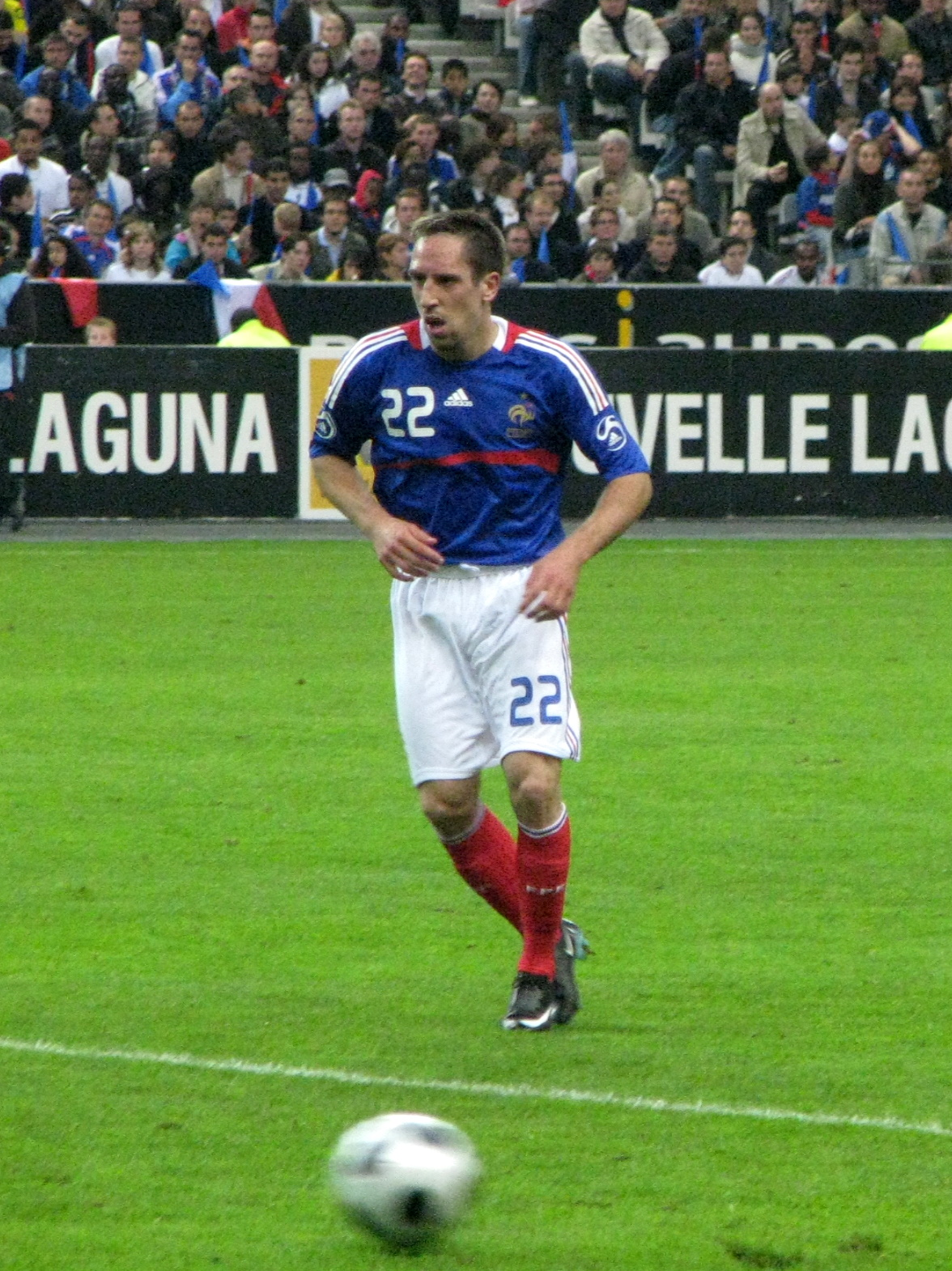
Ribéry thi đấu cho Pháp trong trận gặp Colombia vào tháng 6 năm 2008.

Trước khi khoác áo đội tuyển quốc gia Pháp, Ribéry đã thi đấu cho đội U21 Pháp. Lần đầu tiên được triệu tập vào ngày 3 tháng 9 năm 2004, anh góp phần giúp đội nhà chiến thắng Israel với tỷ số 1-0 trong khuôn khổ vòng loại Giải vô địch bóng đá U21 châu Âu 2006. Chỉ 5 ngày sau, Ribéry ghi bàn thắng đầu tiên cho U21 Pháp trong trận giao hữu thắng Slovakia 1-0. Vào ngày 15 tháng 11 năm 2005, anh ghi bàn thắng quan trọng vào lưới Anh ở vòng loại trực tiếp, góp phần giúp Pháp chiến thắng chung cuộc với tỷ số 3-2 và tiến vào trận chung kết. Tuy nhiên, Ribéry đã bỏ lỡ giải đấu này do được huấn luyện viên Raymond Domenech triệu tập vào đội hình dự World Cup. Trong màu áo U21 Pháp, Ribéry ra sân tổng cộng 13 lần và ghi được 2 bàn thắng.
Ribéry ra mắt đội tuyển quốc gia trong trận chiến thắng 1-0 trước Mexico vào ngày 27 tháng 5 năm 2006. Anh vào sân thay người ở phút thứ 74 cho tiền đạo David Trezeguet. Màn trình diễn ấn tượng của Ribéry trong các trận giao hữu trước World Cup 2006 giúp anh có suất trong đội hình chính thức. Anh góp mặt trong cả bảy trận đấu của Pháp, trong đó đá chính sáu trận. Vào ngày 27 tháng 6, Ribéry ghi bàn mở tỷ số cho Pháp trong chiến thắng 3-1 trước Tây Ban Nha ở vòng 16. Sau đường chuyền của Patrick Vieira, cầu thủ chạy cánh này rê bóng qua thủ môn Iker Casillas đang lao ra và sút vào lưới trống. Ribéry thi đấu trong trận chung kết, nơi Pháp thua Ý trên chấm phạt đền. Cú sút trúng khung thành duy nhất của anh đến ở hiệp phụ và sau đó anh được thay thế bởi Trezeguet.

Sau khi Zinedine Zidane giải nghệ, người ta kỳ vọng Ribéry sẽ trở thành người kế nhiệm và lá bùa hộ mệnh của đội tuyển quốc gia. Trong gần một năm rưỡi, anh không ghi được bàn thắng nào cho đến khi thực hiện thành công cú sút phạt đền vào lưới đội tuyển Anh vào ngày 26 tháng 3 năm 2008 tại Stade de France. Tại Euro 2008, Pháp thi đấu dưới mức mong đợi. Ribéry xuất hiện trong cả ba trận đấu vòng bảng nhưng Pháp bị loại sớm. Vào ngày 17 tháng 6 năm 2008, trong trận đấu cuối cùng ở vòng bảng với Ý, Ribéry bị đứt dây chằng ở mắt cá chân trái chỉ ở phút thứ 8 của trận đấu. Ribéry trở lại đội vào ngày 11 tháng 10 năm 2008 trong trận đấu vòng loại FIFA World Cup với Romania. Anh ghi bàn mở tỷ số cho đội trong trận hòa 2-2. Vào ngày 28 tháng 3 năm 2009, Ribéry ghi bàn thắng duy nhất vào lưới Lithuania. Ba ngày sau, anh lại lập được kỳ tích này, lần này là tại Stade de France, ghi bàn ấn định chiến thắng ở phút 75 sau pha kiến tạo của André-Pierre Gignac.
—Ribéry bình luận về những gì đã xảy ra trong năm 2010.
Vào ngày 11 tháng 5 năm 2010, Ribéry được huấn luyện viên Domenech triệu tập vào đội hình sơ bộ gồm 30 người tham dự World Cup 2010. Đây là kỳ World Cup thứ hai trong sự nghiệp của Ribéry. Sau đó, anh tiếp tục được chọn vào đội hình 23 người chính thức thi đấu giải đấu. Ribéry góp mặt trong cả 3 trận vòng bảng của Pháp. Tuy nhiên, sau trận mở màn gặp Uruguay, cựu tuyển thủ quốc tế Just Fontaine đã chỉ trích màn trình diễn của Ribéry và đặt câu hỏi về khả năng lãnh đạo của anh. Giới truyền thông đưa tin Ribéry và tiền đạo Nicolas Anelka đã cố tình "đóng băng" tiền vệ Yoann Gourcuff. Anelka sau đó bị đuổi khỏi đội vì có hành vi xúc phạm huấn luyện viên Domenech trong trận thua 0-0 trước Mexico.

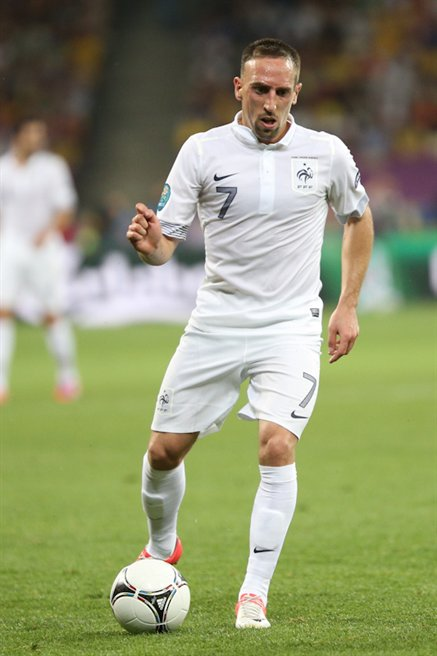
Ribéry chơi cho Pháp tại UEFA Euro 2012

Vào ngày 20 tháng 6, Ribéry cùng với Domenech đã xuất hiện trên chương trình bóng đá Téléfoot của TF1 Họ muốn xóa tan những tin đồn liên quan đến đội bóng và xin lỗi người hâm mộ về màn trình diễn của đội tuyển quốc gia trong hai năm qua. Ribéry nói rằng: "Pháp đang phải chịu đựng vào lúc này" và "Tôi muốn gửi lời xin lỗi tới cả nước". Phản ứng lại việc Anelka bị khai trừ, đội bóng đã tẩy chay buổi tập luyện vào ngày hôm sau. Đến ngày 21 tháng 6, đội đã trở lại tập luyện bình thường. Trận đấu vòng bảng cuối cùng của đội tuyển Pháp gặp chủ nhà Nam Phi chứng kiến Ribéry kiến tạo cho Florent Malouda ghi bàn thắng duy nhất của đội tại giải đấu. Tuy nhiên, Pháp vẫn chịu thất bại với tỷ số 2-1, dẫn đến việc đội bị loại khỏi giải.
Ngày 6 tháng 8, Ribéry cùng 4 cầu thủ khác được triệu tập tham dự phiên điều trần của Ủy ban Kỷ luật thuộc Liên đoàn Bóng đá Pháp (FFF) nhằm giải trình về cuộc đình công của đội tại World Cup. Ngày 17 tháng 8, anh nhận án cấm thi đấu ba trận quốc tế vì liên quan đến vụ việc. Ribéry đã không tham dự phiên điều trần do sự phản đối từ câu lạc bộ chủ quản của anh.
Tháng 3 năm 2011 đánh dấu sự trở lại đầy ấn tượng của Franck Ribéry trong màu áo đội tuyển quốc gia Pháp. Sau án treo giò và những chấn thương dai dẳng, Ribéry được tân huấn luyện viên Laurent Blanc triệu tập trở lại vào ngày 17 tháng 3, hơn 3 tháng sau World Cup 2010. Trước thềm hai trận quan trọng gặp Luxembourg và Croatia, Ribéry tổ chức họp báo xin lỗi về những hành vi thiếu chuẩn mực của mình trong năm 2010. Ngày 25 tháng 3, Ribéry chính thức trở lại trong trận gặp Luxembourg. Anh lập tức tạo dấu ấn với pha kiến tạo cho Yoann Gourcuff ghi bàn, góp phần vào chiến thắng 2-0 của đội nhà. Trận đấu gặp Croatia trên sân Stade de France là lần đầu tiên Ribéry thi đấu sau World Cup. Mặc dù bị một số khán giả la ó, anh vẫn nhận được sự cổ vũ nồng nhiệt từ những người hâm mộ trung thành.
Ribéry đã góp mặt thường xuyên ở vòng loại UEFA Euro 2012 và được chọn vào đội hình tham dự giải đấu chính thức vào ngày 29 tháng 5 năm 2012. Hai ngày trước đó, anh đã ghi bàn thắng đầu tiên cho đội tuyển Pháp sau hơn ba năm trong chiến thắng ngược dòng 3-2 trước Iceland. Vào ngày 31 tháng 5, Ribéry tiếp tục tỏa sáng với bàn ấn định chiến thắng 2-0 trước Serbia. Bốn ngày sau, anh ghi bàn mở tỷ số trong chiến thắng 4-0 trước Estonia, khép lại ba trận giao hữu tiền thềm giải vô địch châu Âu.
Ribéry đã được triệu tập vào đội hình Pháp tham dự FIFA World Cup 2014. Tuy nhiên, vào ngày 6 tháng 6, huấn luyện viên Didier Deschamps xác nhận rằng anh sẽ không thể tham dự giải đấu do chấn thương. Ít lâu sau, vào tháng 8 năm 2014, Ribéry đã chính thức tuyên bố giã từ sự nghiệp thi đấu quốc tế. Anh ấy cho biết lý do cho quyết định này là "hoàn toàn vì cá nhân".

## Sự nghiệp huấn luyện
Tháng 10 năm 2022, Franck Ribéry chính thức giã từ sự nghiệp cầu thủ chuyên nghiệp. Ngay sau đó, anh nhận lời ở lại Salernitana với vai trò cộng sự kỹ thuật cho huấn luyện viên trưởng Davide Nicola. Vị trí này được giữ nguyên khi Paulo Sousa trở thành tân huấn luyện viên trưởng của đội bóng. Vào tháng 10 năm 2023, Ribéry đã nhận được bằng huấn luyện UEFA B.

## Cuộc sống riêng tư
Cả hai người em trai của Franck Ribéry là François và Steven, đều chọn theo đuổi con đường cầu thủ bóng đá như anh trai. François thi đấu cho nhiều câu lạc bộ nghiệp dư tại Pháp, trong đó có Bayonne thuộc giải Championnat National. Về phần Steven, anh từng gắn bó với đội dự bị của Bayern Munich trong hai năm.
Ribéry kết hôn với Wahiba, một người phụ nữ Pháp gốc Algeria. Họ có với nhau năm người con: ba cô con gái tên là Hiziya, Shahinez và Keltoum Chérifa, cùng hai con trai tên là Seif el Islam và Mohammed. Sau khi cải sang đạo Hồi, Ribéry đổi tên thành Bilal Yusuf Mohammed.

### Xúc tiến thương mại
Franck Ribéry đã trở thành gương mặt quen thuộc trong các chiến dịch quảng cáo sau khi khoác áo đội tuyển quốc gia. Anh tự mình hợp tác và được tài trợ bởi thương hiệu đồ thể thao Nike đến từ Mỹ, thường xuyên sử dụng giày Nike Mercurial Vapors. Ribéry xuất hiện trong nhiều quảng cáo truyền hình cho Nike. Thậm chí, trong mùa giải Bundesliga 2007-2008, anh tự mình thực hiện chương trình truyền hình riêng mang tên "The Franck Ribéry Show" được phát sóng trên kênh Direct 8 của Pháp. Chương trình này do Nike tài trợ, mang tính chất giải trí với các tiểu phẩm hài hước do chính Ribéry thể hiện. Ngoài ra, Ribéry còn góp mặt trong loạt trò chơi điện tử FIFA của EA Sports. Anh cùng đồng đội quốc gia Karim Benzema được vinh danh trên trang bìa FIFA 09 phiên bản Pháp trong mùa giải 2008-2009. Đến mùa giải FIFA 15, Ribéry được đánh giá là cầu thủ thứ 9 trong game.
Vào ngày 25 tháng 5 năm 2010, Ribéry đã giới thiệu một bảng quảng cáo lớn tại Boulogne-sur-Mer, nơi anh sinh ra, để chào mừng World Cup 2010. Bảng quảng cáo này cũng để tưởng nhớ Zinedine Zidane, người đã có một bảng quảng cáo tương tự ở Marseille. Tuy nhiên, việc làm bảng quảng cáo này đã phải dừng lại vì người ta lo lắng rằng nó có thể liên quan đến việc Ribéry bị cáo buộc có mối quan hệ với một gái mại dâm chưa thành niên.
Ban đầu, Hội đồng khu vực Nord-Pas-de-Calais không đồng ý với việc xây dựng bảng quảng cáo. Tuy nhiên, họ sau đó đã chấp thuận. Ribéry, với sự hỗ trợ từ Nike, đã thực hiện dự án này và bảng quảng cáo đã được trưng bày trong suốt World Cup 2010. Gần đây, Ribéry cùng với những ngôi sao quốc tế khác đã xuất hiện trong một quảng cáo hoạt hình dài 5 phút của Nike có tên là "The Last Game". Quảng cáo này được thực hiện để chuẩn bị cho World Cup 2014 và đã thu hút sự chú ý rộng rãi.
Anh ấy đã xuất hiện trong video âm nhạc cho bài hát "Même pas fatigué !!!" của Magic System và Khaled. Đĩa đơn phát hành năm 2009 đã giữ vị trí số một trong Bảng xếp hạng đĩa đơn SNEP của Pháp trong bảy tuần.

### Tranh cãi
Ngày 18 tháng 4 năm 2010, kênh truyền hình M6 của Pháp đã đưa tin về việc điều tra liên quan đến một đường dây mại dâm tại Paris mà bốn cầu thủ đội tuyển Pháp có thể liên quan. Thẩm phán André Dando cùng một nhóm thẩm phán khác đã thẩm vấn hai trong số các cầu thủ này. Một người đang chơi cho một câu lạc bộ lớn ở nước ngoài, và người kia đang thi đấu tại giải vô địch Ligue 1 của Pháp. Vào cuối ngày, người ta đã xác định hai cầu thủ này là Ribéry và Karim Benzema. Trong cuộc phỏng vấn với Dando, Ribéry đã thừa nhận rằng anh đã có quan hệ với một gái mại dâm, nhưng anh không biết rằng cô ấy chưa đủ tuổi vào thời điểm mối quan hệ bắt đầu.
Ngày 29 tháng 4 năm 2010, vụ việc xảy ra nhưng Bộ trưởng Bộ Thể thao, ông Rama Yade ban đầu không lên tiếng. Sau đó, ông thông báo rằng bất kỳ cầu thủ nào đang bị điều tra sẽ không được phép thi đấu cho đội tuyển quốc gia Pháp. Ngày hôm sau, một nguồn tin từ ngành tư pháp cho biết Ribéry sẽ không bị điều tra chính thức trước thềm World Cup 2010. Vào ngày 20 tháng 7, Ribéry đã bị cảnh sát Paris thẩm vấn. Sau đó, anh bị thẩm phán Dando buộc tội "môi giới mại dâm trẻ em". Vào tháng 11 năm 2011, các công tố viên đã đưa ra đề nghị hủy bỏ các vụ kiện đang liên quan đến Ribéry và Benzema. Họ cho rằng, hai cầu thủ này không hề biết rằng Zahia Dehar, người mà họ đã trả tiền để quan hệ, chỉ mới 16 tuổi.

## Thống kê sự nghiệp

### Câu lạc bộ
| Câu lạc bộ        | Mùa giải          | Giải đấu             | Giải đấu | Giải đấu  | Cúp quốc gia | Cúp quốc gia | Châu Âu | Châu Âu   | Khác1 | Khác1     | Tổng cộng | Tổng cộng | Ref.          |
| Câu lạc bộ        | Mùa giải          | Hạng                 | Trận     | Bàn thắng | Trận         | Bàn thắng    | Trận    | Bàn thắng | Trận  | Bàn thắng | Trận      | Bàn thắng | Ref.          |
| ----------------- | ----------------- | -------------------- | -------- | --------- | ------------ | ------------ | ------- | --------- | ----- | --------- | --------- | --------- | ------------- |
| Boulogne          | 2000–01           | CFA                  | 4        | 1         | 0            | 0            | —       | —         | —     | —         | 4         | 1         |               |
| Boulogne          | 2001–02           | Championnat National | 24       | 5         | 1            | 0            | —       | —         | —     | —         | 25        | 5         | [ 80 ]        |
| Boulogne          | Tổng cộng         | Tổng cộng            | 28       | 6         | 1            | 0            | —       | —         | —     | —         | 29        | 6         | —             |
| Alès              | 2002–03           | Championnat National | 19       | 1         | 0            | 0            | —       | —         | —     | —         | 19        | 1         | [ 81 ]        |
| Brest             | 2003–04           | Championnat National | 35       | 3         | 2            | 1            | —       | —         | —     | —         | 37        | 4         | [ 82 ]        |
| Metz              | 2004–05           | Ligue 1              | 20       | 2         | 2            | 0            | —       | —         | —     | —         | 22        | 2         | [ 83 ]        |
| Galatasaray       | 2004–05           | Süper Lig            | 14       | 0         | 3            | 1            | —       | —         | —     | —         | 17        | 1         | [ 83 ]        |
| Marseille         | 2005–06           | Ligue 1              | 35       | 6         | 1            | 0            | 12      | 3         | 5     | 3         | 53        | 12        | [ 83 ]        |
| Marseille         | 2006–07           | Ligue 1              | 25       | 5         | 1            | 0            | 4       | 0         | 7     | 1         | 37        | 6         | [ 83 ]        |
| Marseille         | Tổng cộng         | Tổng cộng            | 60       | 11        | 2            | 0            | 16      | 3         | 12    | 4         | 90        | 18        | —             |
| Bayern Munich     | 2007–08           | Bundesliga           | 28       | 11        | 5            | 2            | 11      | 3         | 2     | 3         | 46        | 19        | [ 83 ] [ 84 ] |
| Bayern Munich     | 2008–09           | Bundesliga           | 25       | 9         | 3            | 1            | 8       | 4         | —     | —         | 36        | 14        | [ 85 ]        |
| Bayern Munich     | 2009–10           | Bundesliga           | 19       | 4         | 4            | 2            | 7       | 1         | —     | —         | 30        | 7         | [ 86 ]        |
| Bayern Munich     | 2010–11           | Bundesliga           | 25       | 7         | 3            | 2            | 4       | 2         | 0     | 0         | 32        | 11        | [ 87 ]        |
| Bayern Munich     | 2011–12           | Bundesliga           | 32       | 12        | 4            | 2            | 14      | 3         | —     | —         | 50        | 17        | [ 88 ]        |
| Bayern Munich     | 2012–13           | Bundesliga           | 27       | 10        | 3            | 0            | 12      | 1         | 1     | 0         | 43        | 11        | [ 83 ] [ 89 ] |
| Bayern Munich     | 2013–14           | Bundesliga           | 22       | 10        | 4            | 1            | 10      | 3         | 3     | 2         | 39        | 16        | [ 83 ] [ 90 ] |
| Bayern Munich     | 2014–15           | Bundesliga           | 15       | 5         | 2            | 1            | 6       | 3         | 0     | 0         | 23        | 9         | [ 91 ]        |
| Bayern Munich     | 2015–16           | Bundesliga           | 13       | 2         | 2            | 0            | 7       | 0         | 0     | 0         | 22        | 2         | [ 92 ]        |
| Bayern Munich     | 2016–17           | Bundesliga           | 22       | 5         | 3            | 0            | 6       | 0         | 1     | 0         | 32        | 5         | [ 93 ]        |
| Bayern Munich     | 2017–18           | Bundesliga           | 20       | 5         | 5            | 1            | 8       | 0         | 1     | 0         | 34        | 6         | [ 94 ] [ 95 ] |
| Bayern Munich     | 2018–19           | Bundesliga           | 25       | 6         | 5            | 0            | 7       | 1         | 1     | 0         | 38        | 7         | [ 96 ]        |
| Bayern Munich     | Tổng cộng         | Tổng cộng            | 273      | 86        | 43           | 12           | 100     | 21        | 9     | 5         | 425       | 124       | —             |
| Fiorentina        | 2019–20           | Serie A              | 21       | 3         | 0            | 0            | —       | —         | —     | —         | 21        | 3         | [ 83 ]        |
| Fiorentina        | 2020–21           | Serie A              | 29       | 2         | 1            | 0            | —       | —         | —     | —         | 30        | 2         | [ 83 ]        |
| Fiorentina        | Tổng cộng         | Tổng cộng            | 50       | 5         | 1            | 0            | —       | —         | —     | —         | 51        | 5         | —             |
| Salernitana       | 2021–22           | Serie A              | 23       | 0         | 0            | 0            | —       | —         | —     | —         | 23        | 0         | [ 83 ]        |
| Salernitana       | 2022–23           | Serie A              | 1        | 0         | 1            | 0            | —       | —         | —     | —         | 2         | 0         | [ 83 ]        |
| Salernitana       | Tổng cộng         | Tổng cộng            | 24       | 0         | 1            | 0            | —       | —         | —     | —         | 25        | 0         | —             |
| Tổng số sự nghiệp | Tổng số sự nghiệp | Tổng số sự nghiệp    | 523      | 114       | 55           | 14           | 116     | 24        | 21    | 9         | 715       | 161       | —             |

- 1.^  Bao gồm Cúp Liên đoàn Pháp, Cúp Liên đoàn Đức, Siêu cúp Đức, Siêu cúp UEFA, và Cúp thế giới các CLB FIFA.

### Quốc tế
Tính tới 2014.
| Đội tuyển quốc gia | Mùa giải  | Số trận | Số bàn |
| ------------------ | --------- | ------- | ------ |
| Pháp               | 2006      | 15      | 1      |
| Pháp               | 2007      | 9       | 1      |
| Pháp               | 2008      | 8       | 3      |
| Pháp               | 2009      | 8       | 2      |
| Pháp               | 2010      | 7       | 0      |
| Pháp               | 2011      | 8       | 0      |
| Pháp               | 2012      | 14      | 4      |
| Pháp               | 2013      | 11      | 5      |
| Pháp               | 2014      | 1       | 0      |
| Tổng cộng          | Tổng cộng | 81      | 16     |

### Bàn thắng cho đội tuyển
| #   | Ngày                 | Sân vận động                                        | Đối phương  | Bàn thắng | Kết quả | Giải đấu                 |
| --- | -------------------- | --------------------------------------------------- | ----------- | --------- | ------- | ------------------------ |
| 1.  | 27 tháng 6 năm 2006  | FIFA WM Stadion Hannover, Hanover, Đức              | Tây Ban Nha | 1 – 1     | 3 – 1   | World Cup 2006           |
| 2.  | 2 tháng 6 năm 2007   | Stade de France, Saint-Denis, Pháp                  | Ukraina     | 1 – 0     | 2 – 0   | Vòng loại Euro 2008      |
| 3.  | 26 tháng 3 năm 2008  | Stade de France, Saint-Denis, Pháp                  | Anh         | 1 – 0     | 1 – 0   | Giao hữu                 |
| 4.  | 3 tháng 6 năm 2008   | Stade de France, Saint-Denis, Pháp                  | Colombia    | 1 – 0     | 1 – 0   | Giao hữu                 |
| 5.  | 11 tháng 10 năm 2008 | Sân vận động Farul, Constanţa, România              | România     | 1 – 2     | 2 – 2   | Vòng loại World Cup 2010 |
| 6.  | 28 tháng 3 năm 2009  | Sân vận động S. Darius và S. Girėnas, Kaunas, Litva | Litva       | 1 – 0     | 1 – 0   | Vòng loại World Cup 2010 |
| 7.  | 1 tháng 4 năm 2009   | Stade de France, Saint-Denis, Pháp                  | Litva       | 1 – 0     | 1 – 0   | Vòng loại World Cup 2010 |
| 8.  | 27 tháng 4 năm 2012  | Sân vận động Hainaut, Valenciennes, Pháp            | Iceland     | 2 – 2     | 3 – 2   | Giao hữu                 |
| 9.  | 31 tháng 5 năm 2012  | Sân vận động Auguste-Delaune, Reims, Pháp           | Serbia      | 1 – 0     | 2 – 0   | Giao hữu                 |
| 10. | 5 tháng 6 năm 2012   | MMArena, Le Mans, Pháp                              | Estonia     | 1 – 0     | 4 – 0   | Giao hữu                 |
| 11. | 11 tháng 9 năm 2012  | Stade de France, Saint-Denis, Pháp                  | Belarus     | 3 – 1     | 3 – 1   | Vòng loại World Cup 2014 |
| 12. | 22 tháng 3 năm 2013  | Stade de France, Saint-Denis, Pháp                  | Gruzia      | 3 – 0     | 3 – 1   | Vòng loại World Cup 2014 |
| 13. | 10 tháng 9 năm 2013  | Sân vận động Trung tâm, Gomel, Belarus              | Belarus     | 1 – 1     | 2 – 4   | Vòng loại World Cup 2014 |
| 14. | 10 tháng 9 năm 2013  | Sân vận động Trung tâm, Gomel, Belarus              | Belarus     | 2 – 2     | 2 – 4   | Vòng loại World Cup 2014 |
| 15. | 11 tháng 10 năm 2013 | Sân vận động Công viên các Hoàng tử, Paris, Pháp    | Úc          | 1 – 0     | 6 – 0   | Giao hữu                 |
| 16. | 15 tháng 10 năm 2013 | Stade de France, Saint-Denis, Pháp                  | Phần Lan    | 1 – 0     | 3 – 0   | Vòng loại World Cup 2014 |

## Danh hiệu
Galatasaray
- Turkish Cup: 2004–05

Marseille
- UEFA Intertoto Cup: 2005

Bayern Munich
- Bundesliga: 2007–08, 2009–10, 2012–13, 2013–14, 2014–15, 2015–16, 2016–17, 2017–18, 2018–19
- DFB-Pokal: 2007–08, 2009–10, 2012–13, 2013–14, 2015–16, 2018–19
- DFB-Ligapokal: 2007
- DFL-Supercup: 2012, 2016, 2017, 2018
- UEFA Champions League: 2012–13
- UEFA Super Cup: 2013
- FIFA Club World Cup: 2013

Pháp
- FIFA World Cup á quân: 2006

### Cá nhân
- UNFP Young Player of the Year: 2005–06
- Ligue 1 Team of the Year: 2005–06
- Ligue 1 Goal of the Year: 2005–06
- UNFP Player of the Month: August 2004, October 2005, November 2005, April 2006
- French Player of the Year: 2007, 2008, 2013
- German Footballer of the Year: 2008[83]
- ESM Team of the Year: 2007–08
- UEFA Team of the Year: 2008
- Cầu thủ hay nhất trận UEFA Euro 2012: vs. Ukraine
- UEFA Champions League Best Player: 2012–13
- UEFA Best Player in Europe Award: 2012–13
- Cầu thủ hay nhất trận UEFA Super Cup: 2013
- Bundesliga Player Of The Year: 2013[216]
- The kicker Man Of The Year: 2013[217]
- FIFA Club World Cup Golden Ball: 2013
- FIFA Club World Cup Most Valuable Player: 2013
- FIFA/FIFPro World XI: 2013